# Rio do Antônio (gemeente)
Rio do Antônio is een gemeente in de Braziliaanse deelstaat Bahia. De gemeente telt 15.110 inwoners (schatting 2009).

## Aangrenzende gemeenten
De gemeente grenst aan Brumado, Caculé, Guajeru, Ibiassucê, Lagoa Real, Maetinga en Malhada de Pedras.